# Гусейнов, Рагим Али Гусейн оглы
Рагим Алигусейн оглы Гусейнов (азерб. Rəhim Əlihüseyn oğlu Hüseynov; 5 апреля 1936, Баку — 12 ноября 2023, Баку) — советский и азербайджанский хозяйственный, государственный и политический деятель. Премьер-министр Азербайджана (1992—1993).

## Биография
Родился в 1936 году в Баку. Член КПСС с 1962 года.
С 1959 года — на хозяйственной, общественной и политической работе. В 1959—2016 годы — мастер, старший инженер, начальник технологического бюро Азербайджанского трубопрокатного завода им. В. И. Ленина. Главный специалист управления, начальник отдела Госплана Азербайджанской ССР. Заместитель начальника, начальник Главного Управления Совета министров Азербайджанской ССР по материально-техническому снабжению. Председатель Госплана Азербайджанской ССР. 2-й премьер-министр Азербайджанской Республики (1992—1993).
Президент и председатель Международного каспийского фонда. Вице-президент Международного союза ученых и инженеров.
Избирался депутатом Верховного Совета Азербайджанской ССР 9-12-го созывов.
Жил в Азербайджане.
Рагим Гусейнов скончался 12 ноября 2023 года. Похоронен рядом с могилой жены на Ясамальском кладбище.